# Michael Kiwanuka
Michael Samuel Kiwanuka (* 3. Mai 1987 in London) ist ein britischer Soulmusiker und Songwriter.

## Karriere
Kiwanukas Eltern stammen aus Uganda; aufgewachsen ist er im Norden von London in Muswell Hill. Mit 16 Jahren begann er mit dem Gitarrespielen und dem Komponieren von Songs und spielte in Rockbands. Später entdeckte er die Soulmusik der 1960er Jahre für sich. Er studierte Jazzmusik und verdiente Geld als Studiomusiker, bevor er seine Solokarriere begann. Paul Butler von der Band The Bees wurde auf ihn aufmerksam und produzierte mit ihm seine erste EP und Communion Records nahm ihn unter Vertrag. Sein Song Tell Me a Tale schaffte es Mitte 2011 in die BBC-Playlist. Im selben Jahr engagierte ihn auch Adele für ihr Vorprogramm bei der Europatournee.
Anfang 2012 wurde Kiwanuka bei der BBC-Prognose für den Sound of 2012 auf Platz 1 gewählt. Anschließend wurde der Song Home Again als Single veröffentlicht und erreichte die UK-Charts. Das gleichnamige Debütalbum erschien im März europaweit und konnte sich in vielen Ländern erfolgreich platzieren. Unter anderem erreichte es die Top 10 in England, Belgien, den Niederlanden, Schweden und Norwegen. Während es bei diesem Debütalbum zwar viel zu loben gab, erstaunte den Kritiker des Guardian beim Folgealbum Love & Hate (2016) das Selbstvertrauen, mit dem er die Songs inszenierte, „nicht zuletzt wegen der unaufdringlichen Wärme und der Qualität seiner Stimme“. Love & Hate erreichte den ersten Platz der Charts und verkaufte sich sehr gut in Großbritannien. Auf dem Album befindet sich auch der Song Cold Little Heart, welcher die Titelmusik der Fernsehserie Big Little Lies darstellt.
Das schlicht Kiwanuka betitelte dritte Album blieb leicht hinter den Verkaufszahlen seines Vorgängers zurück. Als das Format ausschöpfendes, nicht auf Streamingdienste optimiertes „Album im traditionellen Sinne“ bewertete der Radiosender ByteFM das von Allmusic als „21st century psychedelic soul“ kategorisierte Werk. Für dieses dritte Album erhielt Kiwanuka im September 2020 den hochdotierten Mercury Prize für das beste britische Popalbum des Jahres, für den er bereits zweimal zuvor nominiert worden war.

## Diskografie
Alben
- 2012: Home Again
- 2016: Love & Hate
- 2019: Kiwanuka
- 2024: Small Changes

EPs
- 2011: Tell Me a Tale

Singles
- 2010: Tell Me a Tale
- 2011: I’m Getting Ready
- 2011: Home Again
- 2011: I’ll Get Along
- 2011: Bones
- 2012: Always Waiting
- 2014: You’ve Got Nothing to Lose
- 2016: Black Man in a White World
- 2016: Love & Hate (UK: Silber)
- 2016: One More Night
- 2016: Cold Little Heart (UK: Platin, US: Platin)

## Auszeichnungen für Musikverkäufe
| Goldene Schallplatte - Frankreich - 2012: für das Album Home Again - Italien - 2024: für die Single Cold Little Heart - Neuseeland - 2025: für das Album Love & Hate - Norwegen - 2019: für das Album Home Again - 2019: für die Single Home Again - 2019: für die Single Cold Little Heart - Polen - 2024: für die Single Love & Hate | Platin-Schallplatte - Brasilien - 2024: für die Single Cold Little Heart - Polen - 2022: für die Single Cold Little Heart - 2023: für das Album Love & Hate - Portugal - 2022: für die Single Cold Little Heart - Spanien - 2024: für die Single Cold Little Heart |

Anmerkung: Auszeichnungen in Ländern aus den Charttabellen bzw. Chartboxen sind in ebendiesen zu finden.
| Land/RegionAuszeichnungen für Musikverkäufe (Land/Region, Auszeichnungen, Verkäufe, Quellen) | Silber     | Gold       | Platin     | Verkäufe  | Quellen             |
| -------------------------------------------------------------------------------------------- | ---------- | ---------- | ---------- | --------- | ------------------- |
| Brasilien (PMB)                                                                              | —          | —          | Platin1    | 60.000    | pro-musicabr.org.br |
| Frankreich (SNEP)                                                                            | —          | Gold1      | —          | 50.000    | infodisc.fr         |
| Italien (FIMI)                                                                               | —          | Gold1      | —          | 50.000    | fimi.it             |
| Neuseeland (RMNZ)                                                                            | —          | Gold1      | —          | 7.500     | radioscope.co.nz    |
| Norwegen (IFPI)                                                                              | —          | 3× Gold3   | —          | 70.000    | ifpi.no             |
| Polen (ZPAV)                                                                                 | —          | Gold1      | 2× Platin2 | 95.000    | olis.pl             |
| Portugal (AFP)                                                                               | —          | —          | Platin1    | 10.000    | Einzelnachweise     |
| Spanien (Promusicae)                                                                         | —          | —          | Platin1    | 60.000    | elportaldemusica.es |
| Vereinigte Staaten (RIAA)                                                                    | —          | —          | Platin1    | 1.000.000 | riaa.com            |
| Vereinigtes Königreich (BPI)                                                                 | 2× Silber2 | 3× Gold3   | Platin1    | 1.300.000 | bpi.co.uk           |
| Insgesamt                                                                                    | 2× Silber2 | 10× Gold10 | 7× Platin7 |           |                     |

## Trivia
Im Film Yesterday aus dem Jahr 2019 spielt Kiwanuka sich selbst. Sein kurzer Auftritt zeigt ihn bei einem Konzert, wo er von seinem nachlässigen Roadie Rocky schlecht unterstützt wird und diesen gleich mitten auf der Bühne feuert. Darauf hat Rocky Zeit und Gelegenheit, Roadie (und Freund) des aufstrebenden Superstars und Helden des Films Jack Malik zu werden.